# Als ich fortging (Udo-Jürgens-Lied)
Als ich fortging ist eine posthum veröffentlichte Single von Udo Jürgens, die am 20. September 2024 mit Musikvideo für das am 27. September erschienene Album udo 90 erschienen ist.

## Hintergrund und Veröffentlichung
Der Song entstand in Zusammenarbeit mit dem Texter Michael Kunze ursprünglich 1985 und war für das Album Treibjagd angedacht. Letztlich wurde er aber verworfen, da er nicht in das Konzept des Albums passte.
Bei Arbeiten im Musikarchiv wurde er schließlich wiederentdeckt und von Curt Cress neu arrangiert und produziert. Cress war bereits in den 80er Jahren für Udo Jürgens als Schlagzeuger tätig.
Am 20. September 2024 ging die Single mit einem begleitenden Musikvideo mit Albrecht Schuch in der Hauptrolle online. Regie führten Felix Foltas und Jonas Perkmann. Produziert wurde das Video von The Sweetspot.